# Frederick Ludwig Hoffman
Frederick Ludwig Hoffman, pierwotnie Hoffmann  (ur. 2 maja 1865 w Varel, zm. 23 lutego 1946 w San Diego ) – amerykański statystyk, prezes American Statistical Association w 1911, autor prac z zakresu zdrowia publicznego, orędownik przemian w zakresie bezpieczeństwa pracy. W niektórych swoich publikacjach prezentował poglądy z perspektywy rasizmu naukowego .

## Życiorys
Młodość spędził w Niemczech, gdzie kształcił się w szkołach publicznych i prywatnych. Kiedy miał 10 lat, jego ojciec zmarł na gruźlicę . Bezskutecznie próbował zaciągnąć się do pracy w którejś z niemieckich kolonii zamorskich . W wieku 19 lat wyruszył do Nowego Jorku . Stamtąd przeniósł się do Ohio, gdzie znalazł zatrudnienie w sklepie spożywczym . Przez pewien czas był agentem w Standard Oil Company. Pod koniec lat 80. zaczął pracować w Metropolitan Insurance Company . Następnie przeniósł się do Life Insurance Company w Norfolk . 
W 1892 uzyskał amerykańskie obywatelstwo . Opublikował wówczas swoją pierwszą pracę, pt. Vital Statistics of the Negro, która zyskała zainteresowanie firmy Prudential Life Insurance . W 1894 przedsiębiorstwo to zatrudniło Hoffmana jako statystyka w swoim biurze w Newark  . Równolegle z pracą w tej firmie, z którą był związany do 1922, interesował się zagadnieniami reform społecznych, prawa pracy i sprawiedliwości społecznej . Między 1895 a 1900 zajmował się między innymi opracowywaniem statystyki śmiertelności wśród górników, co wiązało się z jego obowiązkami zawodowymi . W ramach pracy zajmował się też kontrolą i poprawą bezpieczeństwa pracy w okolicznych szpitalach, fabrykach i innych zakładach pracy .

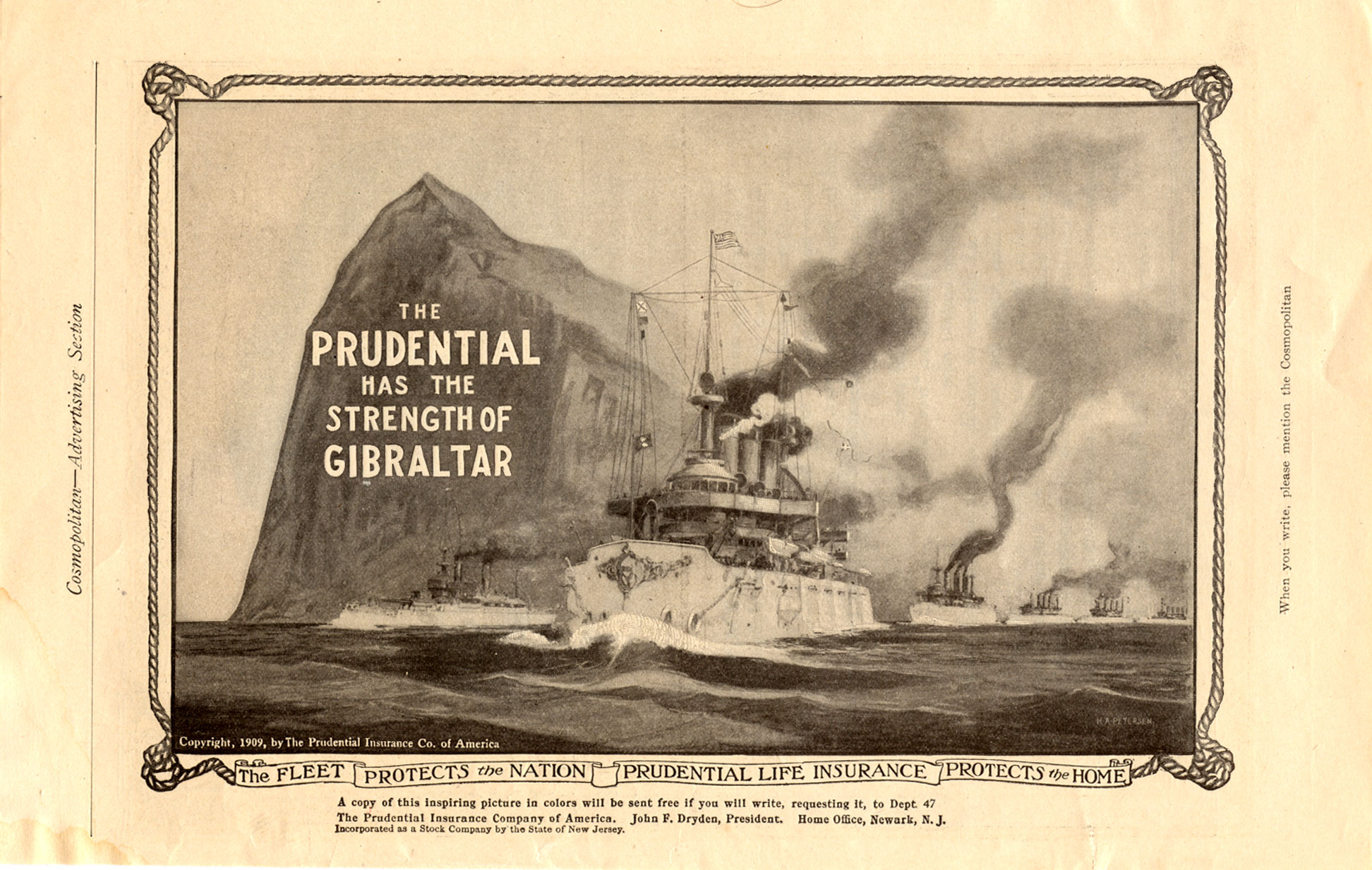
Reklama firmy Prudential (1909)

W 1896 wydał swoją pierwszą monografię, The Race Traits and Tendencies of the American Negro . Praca ta była szeroko komentowana i popularna w Stanach oraz Wielkiej Brytanii . Napisana została z pozycji popularnego wówczas rasizmu naukowego i prowadziła do błędnej z historycznego punktu widzenia konkluzji przewidującej rychłe wyginięcie ludności rasy czarnej . Pracę tę skrytykował między innymi afroamerykański naukowiec Kelly MIller . Publikacja Hoffmana służyła amerykańskim przedsiębiorstwom ubezpieczeniowym za naukową podstawę dla pobierania od czarnych amerykanów większej stawki za ubezpieczenie niż od białych mieszkańców kraju . 
Hoffman interesował się również zagadnieniami zdrowia publicznego rdzennych mieszkańców Ameryki, prowadząc badania etnologiczne wśród Indian Navaho . Lobbował w Prudential na ich rzecz i dążył do zmian w polityce firmy, które pozwoliłyby objąć ich ubezpieczeniem .
Mianowany wiceprezesem Prudential, podróżował do Europy, gdzie uczestniczył w konferencjach nt. rynku ubezpieczeń i przemysłu . Podczas jednej z podróży zakupił i zorganizował transport ważącego tonę głazu ze Skały Gibraltarskiej, który stał się symbolem reklamowym Prudentialu .
Między 1901 a 1921 zajmował się zagadnieniami chorób zakaźnych i zawodowych, publikując liczne artykuły naukowe na te tematy . Był członkiem zarządu American Tuberculosis Association, należał do American Cancer Society i innych stowarzyszeń eksperckich . W 1911 pełnił funkcję prezesa American Statistical Association. W maju 1922 odszedł z pracy w Prudential, pozostając jednak jej doradcą do 1935 . Otrzymał tytuł doktora honoris causa Tulane University w 1911  . Został też przyjęty do Royal Statistical Society of London . Ostatnie lata życia spędził w San Diego, gdzie zamieszkał w 1938 . Jego spuścizna została przekazana do Columbia University Libraries

## Poglądy
Był przeciwnikiem państwowych programów ubezpieczeniowych i zwolennikiem prywatnej inicjatywy obywatela w tym zakresie. W początkach swojej kariery statystyka przejawiał zainteresowanie teoriami rasizmu naukowego. W latach późniejszych złagodził swoje poglądy w tej kwestii . Mimo rasistowskich poglądów był zapalonym orędownikiem poprawy warunków pracy czarnych robotników. Sprzeciwiał się idei państwa opiekuńczego. Jako imigrant przejawiał fascynację amerykańskim kultem wolności obywatelskiej. Konfrontował go ze znienawidzonym przez siebie niemieckim systemem kontroli nad edukacją i życiem człowieka. Identyfikował się jako republikanin i antysocjalista . Pomimo swojej sympatii do wolnego rynku, z racji znajomości współczesnych realiów pracy optował za pewną kontrolą państwa nad warunkami w miejscu pracy i regulacjami w tym zakresie. W latach 20. był zaangażowany w amerykański ruch eugeniczny, pełniąc funkcje w Eugenics Research Association. Przejawiał wysoką wrażliwość na punkcie mniejszości indiańskiej w Stanach, będąc adwokatem w sprawie poprawienia jej sytuacji społeczno-prawnej.

## Osiągnięcia naukowe
W swoich pracach Hoffman niejednokrotnie dostrzegał zagrożenia i tendencje społeczne, których ważkość okazywała się bezsprzeczna dopiero w wiele lat po jego śmierci . W swojej pracy pt. Mortality from Respiratory Diseases in Dusty Trades z 1918 jako jeden z pierwszych naukowców zauważył zwiększone ryzyko występowania chorób pulmonologicznych wśród osób zajmujących się pracą przy azbestach . W wydanym w 1915 studium pt. The Mortality from Cancer throughout the World Hoffman zauważył korelację pomiędzy paleniem tytoniu a zwiększonym ryzykiem występowania nowotworów jamy ustnej . Swoje przypuszczenia rozwinął m.in. w pracy pt. Cancer and Smoking Habits, wiążąc nadmierne palenie tytoniu ze wzmożonym ryzykiem raka gardła . Przypuszczeniami tymi o ponad 30 lat wyprzedził oficjalne stanowisko amerykańskiego środowiska medycznego w tej sprawie . W latach 1924–1934 opublikował dziewięciotomową pracę San Francisco Cancer Survey, dowodząc na przykładzie tego miasta gwałtownego wzrostu zachorowalności na raka w Ameryce . W 1937 zwrócił uwagę na zależność pomiędzy sposobem odżywiania w krajach rozwiniętego świata a zapadalnością na nowotwory . 
Inną dziedziną, w którą znacznie się angażował, była walka z malarią i żółtą febrą; opublikował serię artykułów w tym zakresie i działał w ramach New Jersey Mosquito Extermination Association . 
Zajmował się statystyką transportu, publikując m.in. serię tekstów dla "New York Times" na temat przyszłości transportu; w swoich artykułach przewidział, że samoloty wyprą kolej szynową w podróżach między wybrzeżami Stanów Zjednoczonych . Słusznie przewidział też, że wzrost znaczenia lotnictwa w wojnie zwiększy ilość ofiar cywilnych konfliktów, co sprawdziło się podczas II wojny światowej . Na bibliografię jego publikacji składa się łącznie ponad 1300 pozycji .  
W latach 20. był mocno zaangażowany w rozwikłanie i nagłośnienie sprawy masowych zachorowań robotnic pracujących przy produkcji luminescencyjnych zegarków w fabryce United States Radium Corporation, tzw. Radowych Dziewczyn. Bezskutecznie domagał się od szefów firmy podjęcia prób pomocy swoim pracownicom. Hoffman metodą statystyczną doszedł do wniosku, że przyczyna masowych zachorowań i śmierci była związana z warunkami pracy w zakładach. Między innymi na skutek jego starań znacznie zwiększono środki ochrony osobistej stosowane przez robotnice pracujące z materiałami radioaktywnymi. Był autorem pierwszego odczytu naukowego na temat sprawy, wygłoszonego w 1925 przed American Medical Association, i pierwszego artykułu nt. choroby popromiennej w kontekście schorzenia zawodowego, opublikowanego w "Journal of the American Medical Association". Autorytet, jakim cieszył się Hoffman, doprowadził do znacznego nagłośnienia sprawy i, w dalszych latach, wzrostu świadomości nt. szkodliwości pierwiastków radioaktywnych dla zdrowia. W związku z tą sprawą zeznawał jako świadek w procesie przeciw United States Radium Corporation.

## Wybrane publikacje
- The Race Traits and Tendencies of the American Negro (1896)[22]
- Fatal Accidents in Coal Mining (1910)[22]
- Mortality from Cancer Throughout the World (1915)[22]
- Mortality from Respiratory Diseases in Dusty Trades (1917)[22]

## Literatura dodatkowa
- Mortality as the Life Story of a People: Frederick L. Hoffman and Actuarial Narratives of African American Extinction, 1896–1915, [w:] Paul R.D. Lawrie, Forging a Laboring Race: The African American Worker in the Progressive Imagination, s. 13-38, DOI: 10.18574/nyu/9781479857326.003.0002.